# 100 000 złotych 1990 Solidarność 1980–1990
100 000 złotych 1990 Solidarność 1980–1990 – okolicznościowa moneta o nominale 100 000 złotych, bita w srebrze, na krążku o średnicy 39 mm, wprowadzona do obiegu 2 czerwca 1990 r. zarządzeniem z 29 maja 1990 r. (M.P. z 1990 r. nr 21, poz. 169), wycofana z dniem denominacji z 1 stycznia 1995 r., rozporządzeniem prezesa Narodowego Banku Polskiego z dnia 18 listopada 1994 (M.P. z 1994 r. nr 61, poz. 541).
Moneta upamiętniała dziesiątą rocznicę wydarzeń w Gdańsku w 1980 r.
Na monecie nie ma umieszczonego znaku mennicy.

## Awers
W centralnym punkcie umieszczono godło – orła w koronie, po bokach orła rok „1990”, dookoła napis „RZECZPOSPOLITA POLSKA”, na dole napis „ZŁ 100000 ZŁ”.

## Rewers
Na tej stronie monety znajduje się Pomnik Poległych Stoczniowców 1970 na tle panoramy Gdańska, poniżej napis „SOLIDARNOŚĆ”, flaga biało-czerwona wystająca z litery „N”,
- kolor biały flagi wypukły, kolor czerwony płaski, albo
- kolor biały flagi płaski, kolor czerwony wypukły,

pod spodem napis „1980 1990”, pod napisem „SOLIDARNOŚĆ”, z prawej strony, literka „L” lub jej brak.

## Nakład
Monetę bito w Stanach Zjednoczonych, w srebrze próby 999, na krążku o średnicy 39 mm, masie 31,1 grama, z rantem gładkim, w nakładzie 500 000 sztuk, według projektów:
- Ewy Tyc-Karpińskiej (awers) oraz
- Bohdana Chmielewskiego (rewers).

Moneta funkcjonuje na rynku kolekcjonerskim w czterech odmianach rozróżnianych:
- odległością nominału „100000” od napisu „ZŁ”
- brakiem lub obecnością literki „L” na rewersie
- wypukłością bądź płaskością koloru białego flagi wystającej z litery „N” napisu „SOLIDARNOŚĆ”.

| Odmiana   | Odległość „ZŁ” – „100000” | Litera „L” na rewersie | Kolor biały flagi napisu „SOLIDARNOŚĆ” | Uwagi                                              | Zdjęcie     |
| --------- | ------------------------- | ---------------------- | -------------------------------------- | -------------------------------------------------- | ----------- |
| odmiana A | większa                   | jest                   | wypukły                                |                                                    | awersrewers |
| odmiana B | mniejsza                  | brak                   | wypukły                                |                                                    | awersrewers |
| odmiana C | mniejsza                  | jest                   | wypukły                                |                                                    | awersrewers |
| odmiana D | większa                   | jest                   | płaski                                 | odmienny kształt litery „S” w słowie „SOLIDARNOŚĆ” | awersrewers |

## Opis
Moneta została wprowadzona do obiegu razem z monetą obiegową z wizerunkiem okolicznościowym o nominale 10 000 złotych bitą w miedzioniklu, w mennicy w Warszawie, na krążku o średnicy 29,5 mm, z takim samym wzorem rewersu. Były to pierwsze monety z nowym godłem – orłem w koronie i nową nazwą państwa – Rzeczpospolita Polska.
Moneta jest jedną z ośmiu monet okolicznościowych bądź kolekcjonerskich, bitych w miedzioniklu, srebrze, bądź złocie, z tym samym wzorem rewersu, upamiętniających to samo wydarzenie.
Moneta ta nazywana jest często wśród kolekcjonerów „duża Solidarność”, w odróżnieniu od monety kolekcjonerskiej z tym samym rewersem, również bitej w srebrze, ale o średnicy 32 mm.

## Powiązane monety
Z tym samym wzorem rewersu, tego samego dnia NBP wyemitował:
- monetę okolicznościową w miedzioniklu, o nominale 10 000 złotych, średnicy 29,5 mm, bitą w Warszawie, ze znakiem mennicy,
- monetę kolekcjonerską w srebrze, o nominale 100 000 złotych, średnicy 32 mm, bitą w Warszawie, ze znakiem mennicy,
- monetę kolekcjonerską w złocie, o nominale 20 000 złotych, średnicy 18 mm, bitą w Warszawie, ze znakiem mennicy,
- monetę kolekcjonerską w złocie, o nominale 50 000 złotych, średnicy 22 mm, bitą w Warszawie, ze znakiem mennicy,
- monetę kolekcjonerską w złocie, o nominale 100 000 złotych, średnicy 27 mm, bitą w Warszawie, ze znakiem mennicy,
- monetę kolekcjonerską w złocie, o nominale 200 000 złotych, średnicy 32 mm, bitą w Warszawie, ze znakiem mennicy,
- monetę kolekcjonerską w złocie, o nominale 200 000 złotych, średnicy 39 mm, bitą w Stanach Zjednoczonych, bez znaku mennicy.